# Andesanthus lepidotus

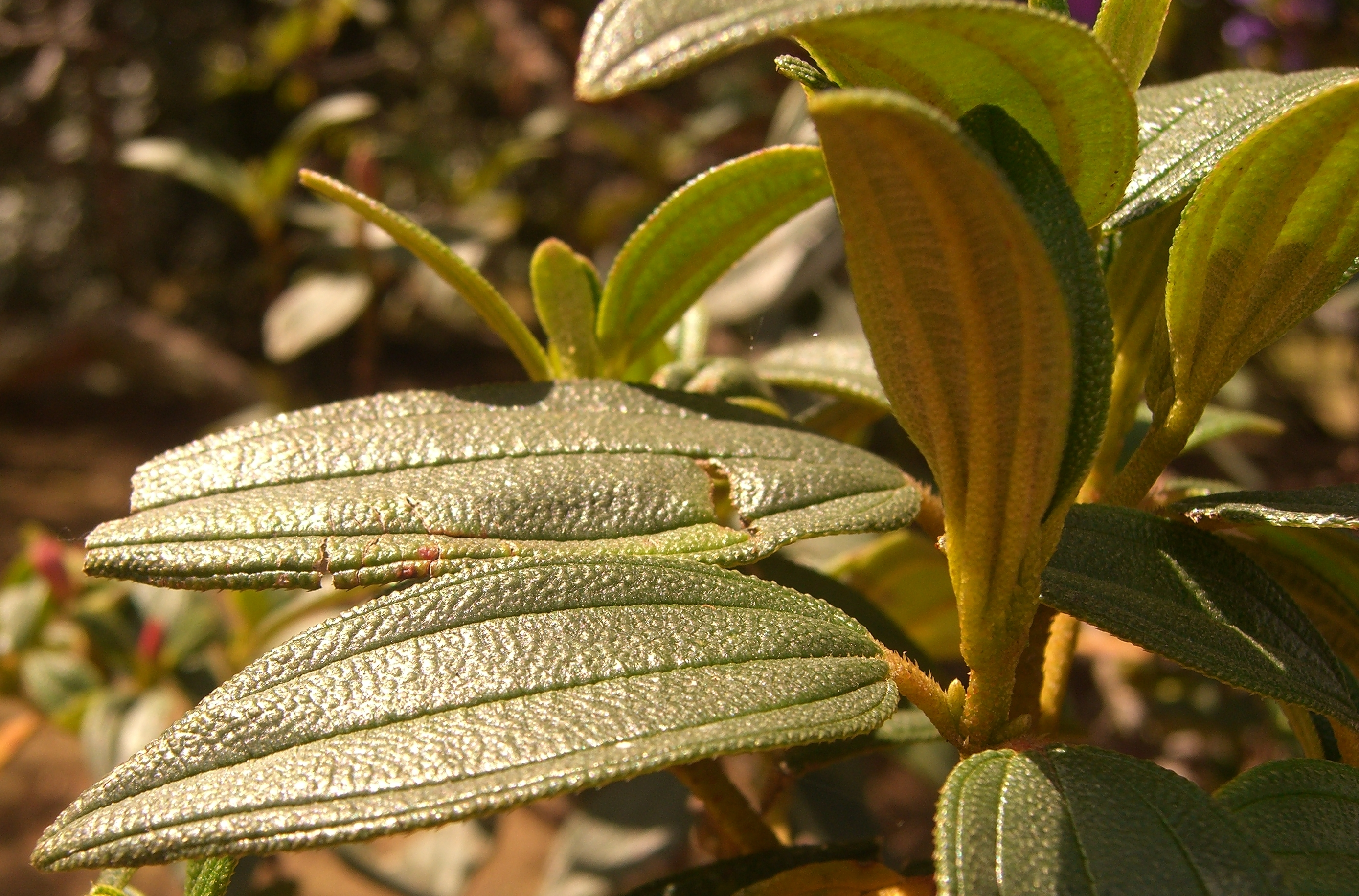
Hojas de Andesanthus lepidotus.

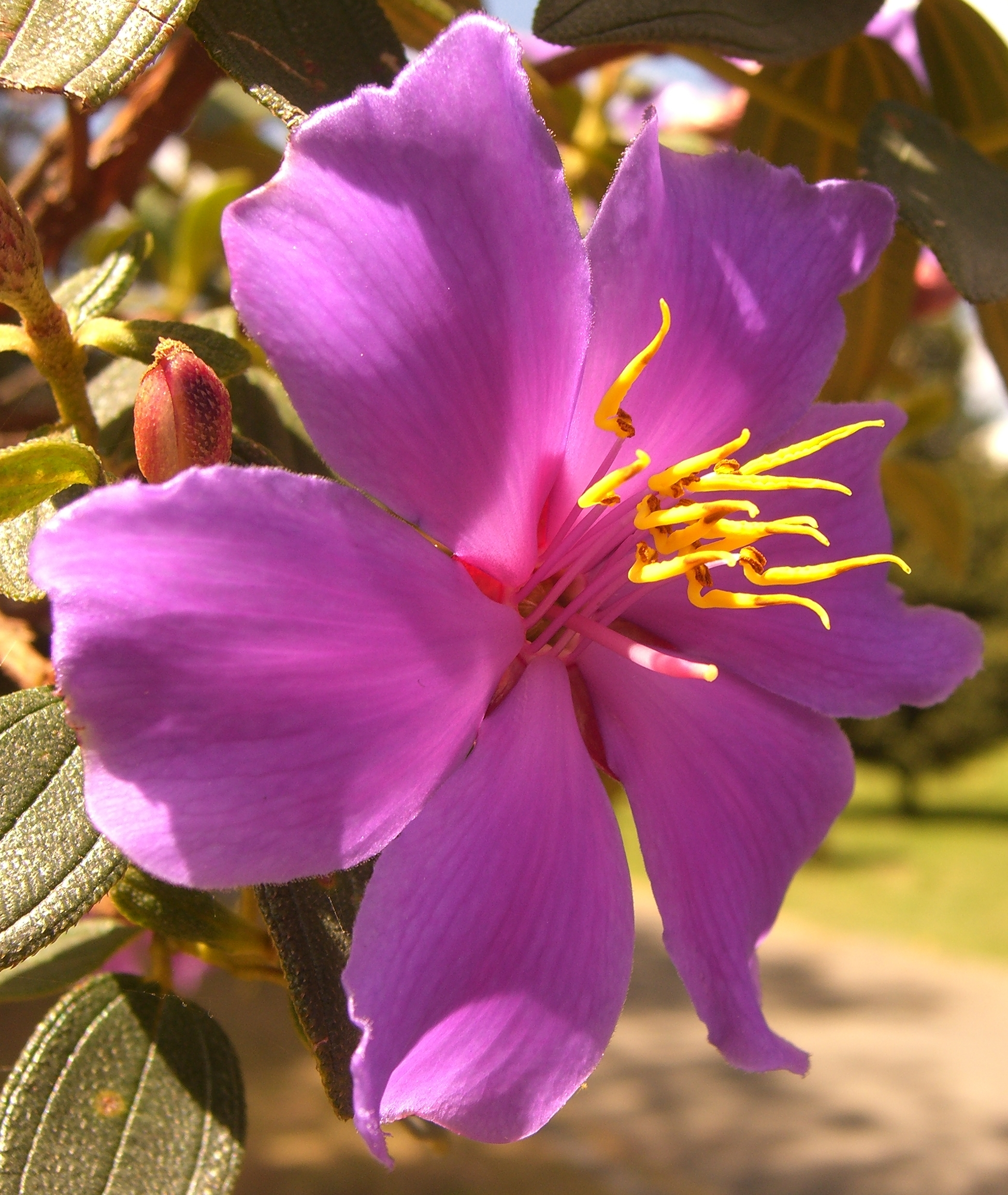
Flor de Andesanthus lepidotus.

La flor de mayo, mayos o sietecueros (Andesanthus lepidotus) es un árbol ornamental de tamaño mediano, con flora que normalmente va de color magenta a violeta y una corteza externa de color rojizo que se desprende en capas (de allí proviene el nombre sietecueros).

## Nombres comunes
- Sietecueros
- Mayos: Colombia

## Distribución
Andesanthus lepidotus se encuentra en la cordillera de los Andes desde Venezuela hasta el Perú; en Colombia se distribuye en la región andina, encontrándose de forma silvestre en los pisos térmicos templados y fríos, entre los 1300 y 3200 m s. n. m.; es muy cultivada en varios sitios de este país como planta ornamental. Habita en el bosque muy húmedo premontano, en el bosque muy húmedo montano bajo, en el bosque húmedo montaña baja, en el bosque seco montaña baja y en el bosque muy húmedo montana.

## Características
La planta usualmente mide 12 m de altura, pero puede llegar a los 20 m de altura. El tronco mide hasta 80 cm de diámetro en su base, con cortezas de color rojizo que se desprende en escamas. Las hojas son de color verde oscuro, que al madurar se tornan también de color rojizo, están cubiertas por pequeñas escamas que son de color pardo; son simples, opuestas, decusadas, ásperas, de borde aserrado, cartáceas, con nervaduras marcadas y curvinervias, con punta roma, su base es redondeada y miden 8 cm de largo por 4 de ancho. Las flores son de color violeta, con 6 cm de diámetro, sus pétalos están extendidos y separados entre sí, sus estambres son de color amarillo, están aglomerados en inflorescencias compuestas en forma de panículas, tienen ejes escamosos de color café. El fruto es de color café claro, escamoso al tacto, tienen forma de copa, mide 1,5 cm de diámetro, libera las semillas por unos orificios ubicados en el vértice y contiene bastantes semillas. Las semillas son de color café, de pequeño tamaño, similares a la forma de un caracol y la cubierta es dura.
La floración ocurre en enero, junio y agosto; y produce frutos la mayor parte del año; la recolección de frutos en marzo y diciembre. Se propaga por medio de semillas

## Uso
Tibouchina lepidota se usa como planta ornamental, debido al color violeta de sus flores. Se siembra en parques y plazoletas públicas, jardines y antejardines. Su madera es usada en la fabricación de postes para cercados, mangos de herramientas, muebles y leña.